# Sue (Fukuoka)
Sue (須恵町?, Sue-machi) è una cittadina giapponese della prefettura di Fukuoka. Fa parte del distretto di Kasuya ed è situata a 12 km ad est del capoluogo Fukuoka. Confina a nord con la città di Sasaguri, ad est con quella di Iizuka, a sud con Umi e ad ovest con quelle di Shime e Kasuya.
Il suo simbolo, creato nel 1973 in seguito al 20º anniversario della città, rappresenta il carattere "SU", nell'alfabeto hiragana (す) che è la prima sillaba della parola Sue. Esso rappresenta però anche un uccello in volo: l'harutsugedori (haru significa primavera, tsuge annuncio e dori uccello), il quale agli inizi della primavera svolazza tra i peschi in fiore. In quei giorni è possibile ascoltare il suo canto (hohokekikyo).
La città è circondata a nord dalla catena montuosa del Wakasugi-yama (若杉山 681 m). e del Takejo-san (岳城山 381 m). Da Ovest ad Est scorre il fiume Sue-gawa (須恵川) , che nasce dalla diga di Sue (須恵ダム), secondo alcuni la diga più piccola del mondo con i suoi 120 000 metri cubi di capacità d'acqua. In una zona del fiume è stato costituito, in un tratto di 120 m, un parco (仲島水辺公園 Parco acquatico di Sue) nel quale è possibile immergersi in tutta sicurezza. Il fiume affluisce dopo 15 km nel fiume Tatara-gawa (多々良川).
Alle pendici del Wakasugi-yama, c'è un altro parco chiamato Sarayama (皿山), nel quale ogni primavera è possibile assistere alla fioritura di circa 30.000 azalee, oltre ad altri fiori profumati. Qui si trova inoltre il Museo di Storia di Sue dove sono conservati utensili che venivano usati nell'antichità. 
Al confine tra Shime Machi, Kasuya Machi e Sue Machi, si ergono 3 pendici chiamate Botayama (Colline di sabbia). Sono i resti di miniere per l'estrazione del carbone, volute dalla Marina Militare nel 1888. Il combustibile veniva utilizzato per alimentare le navi da guerra. Ecco la storia delle miniere:
- gennaio 1888 - Sue viene designata dalla Marina Militare Giapponese come riserva carbonifera
- luglio 1889 - Apre la prima miniera nell'area di Shinbaru
- ottobre 1889 - Apre la seconda miniera a Shinbaru
- dicembre 1889 - Viene aperto un ufficio a Shinbaru
- giugno 1900 - Vengono abbandonate entrambe le miniere
- 191º novembre - Apre la terza miniera a Shinbaru
- gennaio 1904 - Sue viene collegata alla linea ferroviaria Hakata Port Railway che la connette con Saitozaki
- novembre 1951 - Chiude la terza miniera

Con la chiusura della miniera è stata eliminata anche la linea ferroviaria. Al suo posto sorge una pista ciclabile. Di fronte al Museo di Storia si trova una delle locomotive a vapore in uso in quegli anni.
Un altro museo della città è il Museo d'Arte Kuga, donato alla città dal signor Kuga. Ad ingresso libero, raccoglie tra le altre cose una collezione di porcellane di Sue, facente parte della collezione del Daimyo di Chikuzen (Antico nome della prefettura di Fukuoka).

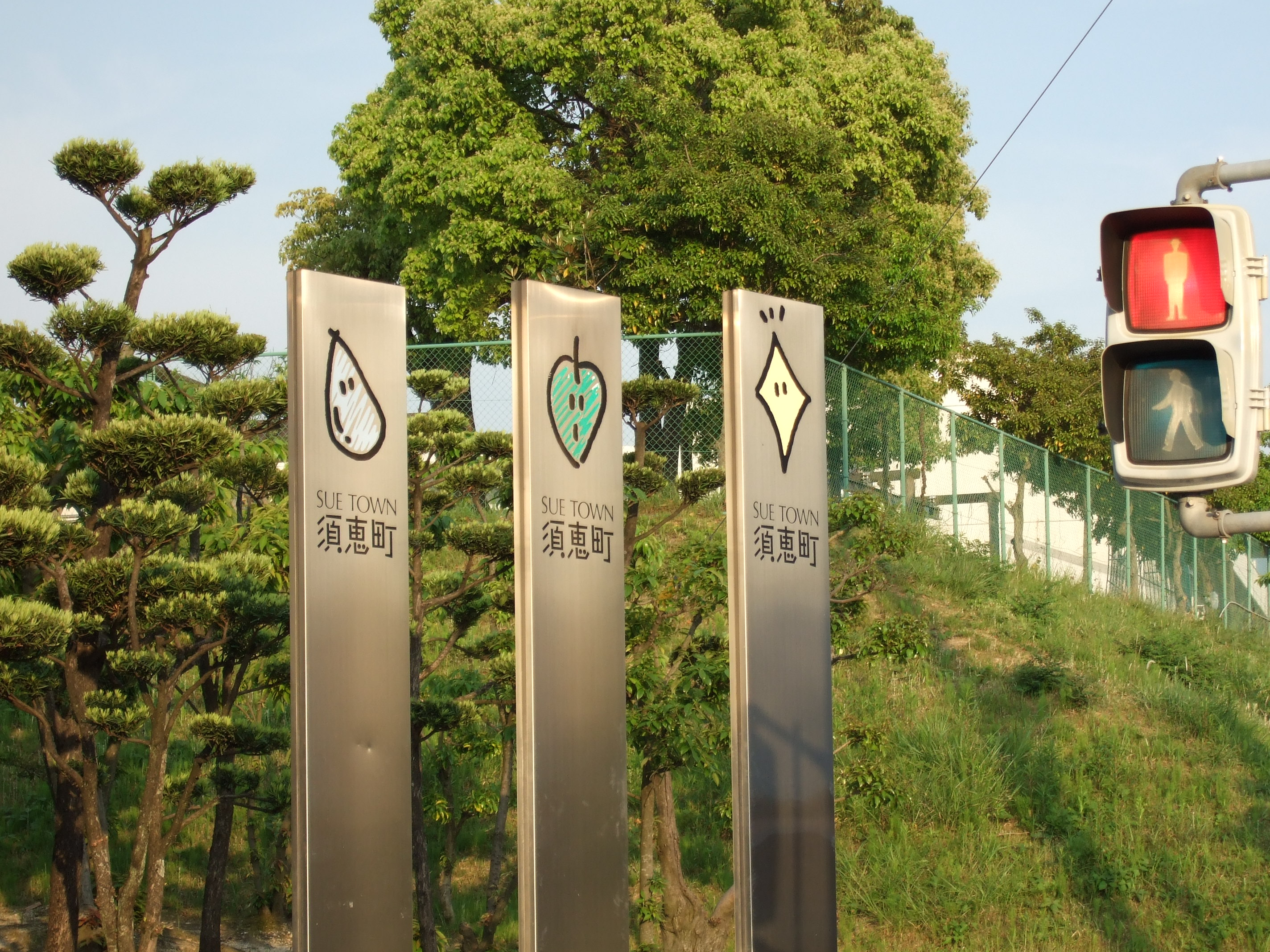
Il simbolo della città di Sue. Il blu rappresenta l'interazione con la natura, il verde la salute ed il giallo la vitalità di espressione

La città è collegata da una buona rete di mezzi pubblici. Gli autobus della Nishitetsu la connettono con Fukuoka, mentre i treni dalla JR Kashii Line la collegano con Saitozaki (Higashi-ku Fukuoka-shi) e Umi. Cambiando a Chōjabaru, e prendendo quindi la JR Sasaguri Line (che termina a Yoshizuka, diventando poi Kagoshima Main Line) è possibile raggiungere Hakata in circa 40 minuti. Le fermate cittadine sono l'omonima stazione di Sue, quella di Sue Chūō e di Shinbaru.
Sue è servita da 3 scuole elementari, da 2 scuole medie e da una superiore. Ci sono una biblioteca, due scuole materne e un asilo nido.